# Evan Brewer
 (septembre 2011).
Si vous disposez d'ouvrages ou d'articles de référence ou si vous connaissez des sites web de qualité traitant du thème abordé ici, merci de compléter l'article en donnant les références utiles à sa vérifiabilité et en les liant à la section « Notes et références ».
Pour les articles homonymes, voir Brewer.
Evan Brewer est un bassiste américain. Il est, depuis avril 2011, le bassiste du groupe The Faceless[source insuffisante]. Il a également joué dans Animosity et dans Reflux (l'ancien groupe du guitariste virtuose Tosin Abasi).
Evan Brewer est sponsorisé par le constructeur de basse ESP.

## Discographie

### Avec Animosity
- Hellraiser Demo (2003)
- Shut It Down (2003)
- Empires (2005)
- Animal (2007)
- Altered Beast (Aaron Spectre Animal remixes) (2008)
- Bombs (2011)

### Avec Reflux
- The Illusion of Democracy (2004)

### Solo
- Alone (2011)
- Your itinerary (2013)